# Charlie Dodson
Charles Joseph Pearson Dodson, dit "Charlie" Dodson, né le 6 décembre 1901 à Didsbury (près de Manchester), et décédé le 26 septembre 1983 à Sidcup (Kent), à 81 ans, est un ancien pilote automobile et motocycliste britannique, sur circuits.

## Biographie
Fils d'avocat, il commença par la moto, réussissant une notable carrière sportive sur deux roues entre 1924 et 1934, avec plusieurs succès internationaux d'importance (sur Sunbeam -pilote d'usine de 1927 à 1930-, Excelsior -de 1931 à 1933-, et New Imperial (en) -en 1934-).
Il entreprit la compétition automobile en 1929, au RAC Tourist Trophy sur Lagonda 2L. I4, pour l'arrêter en 1939 avec la guerre. Dans les années 1930 il courut surtout successivement sur MG, Austin (essentiellement, comme pilote d'usine), et Maserati.
Il participa à deux reprises aux 24 Heures du Mans, en 1935 et 1937 sur Austin 7 800 cm3 I4, versions Speedy puis Grasshopper.
Après le second conflit mondial il termina encore deuxième du Trophée international du Daily Express 2L., en 1951 à Silverstone sur Jaguar XK120 (course de D.II due au BRDC).
Il ne doit pas être confondu avec Arthur Charles Dobson ou son frère Austin Dobson (en), autres coureurs britanniques.

## Palmarès

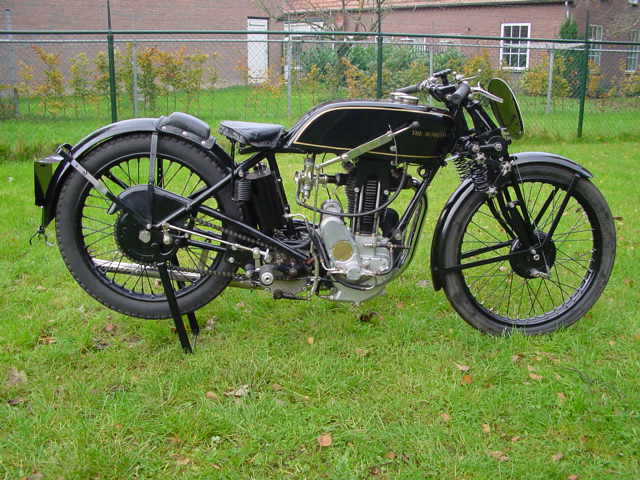
Une Sunbeam M90 500 cm3 de 1928.

### Motocycliste
- Grand Prix moto d'Allemagne 1928 en 500 cm3, sur Sunbeam M90 (au Nürburgring);
- Tourist Trophy de l'île de Man 1928 et 1929, sur Sunbeam M90 500 cm3 (course amateur);
- Grand Prix moto d'Allemagne 1933 en 250 cm3, sur Excelsior (à AVUS);
- Grand Prix moto de Suède 1933 en 250 cm3, sur Excelsior;
- Champion d'Europe 1933 en 250 cm3, sur Excelsior;
- Grand Prix moto d'Ulster 1934 en 250 cm3, sur New Imperial;
  - 2e du Lightweight TT (course pour petits poids) du Tourist Trophy (TT) en 1933 sur New Imperial.

(Nota Bene, Sunbeam déjà champion par équipes en 1927 sur l'île de Man)

### Automobile

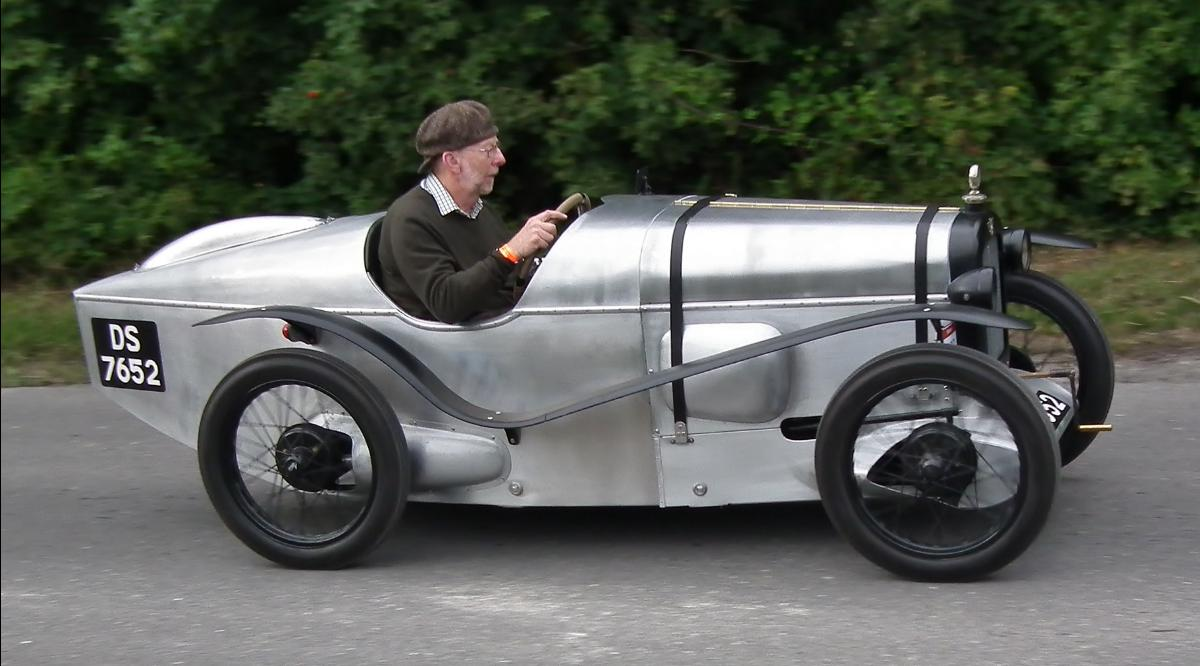
Une Austin 7 0.8L..

- RAC Tourist Trophy, en 1934 sur MG Magnette Type N-E 1.3L. I6 (seul) et 1936 sur Riley TT Sprite 1.5L. (avec Freddie Dixon essentiellement au volant, Dobson étant plutôt alors copilote) , au circuit d'Ards (en Ulster);
- British Empire Trophy, en 1936 sur Austin, à Donington Park (course à handicap);
  - 2e du Manning Moar en 1934, sur Alfa Romeo Monza 2.3L. S-8 à Douglas (écurie John Cobb);
  - 2e des 500 kilomètres de Brooklands en 1937, sur Riley Dixon 2L. I6;
  - 3e du RAC Tourist Trophy en 1931, sur MG Midget 800 cm3 I4;
  - 5e du Mountain Championship en 1936, sur Lord Austin à Brooklands;
  - 5e du Nuffield Trophy en 1939, à Donington Park (voiturettes 1.5L.).